# Cine stoner

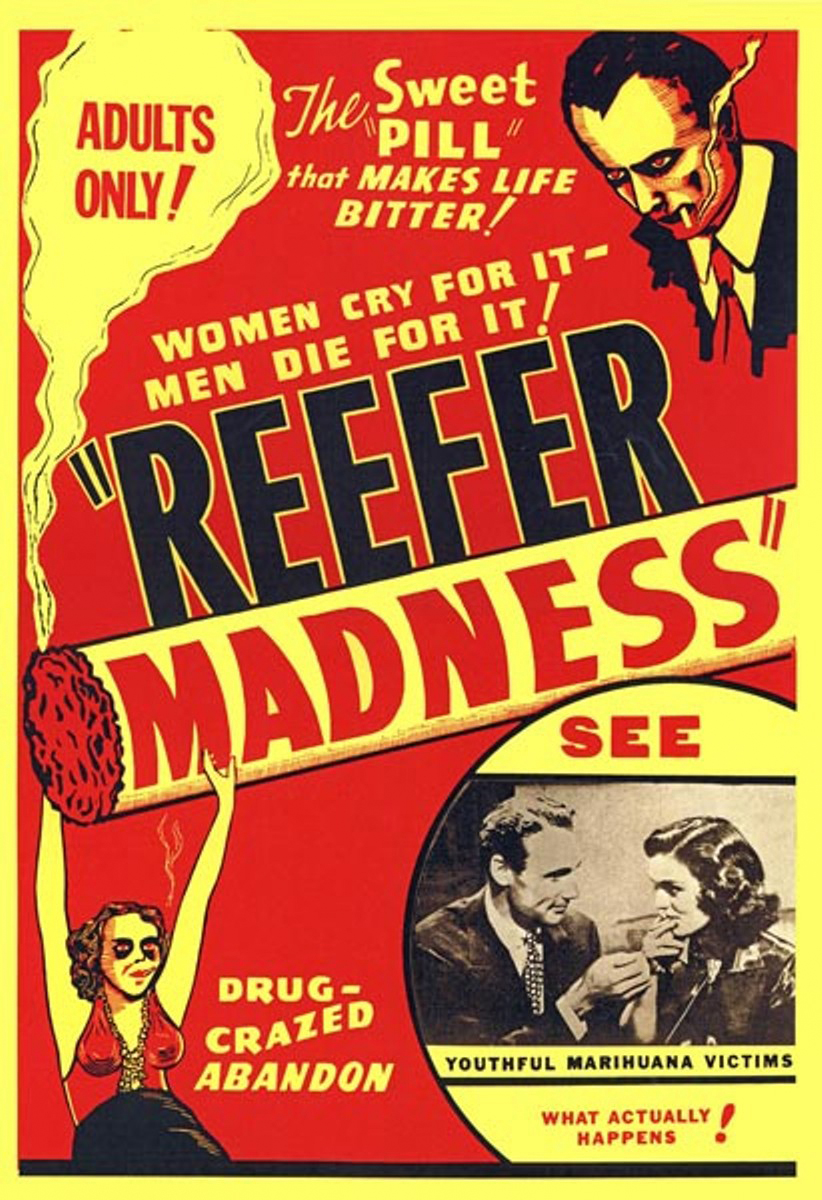
Reefer Madness (1936), una de las primeras películas stoner

Stoner es un subgénero cinematográfico de la comedia que gira en torno al uso recreativo del cannabis. En general, el consumo de cannabis es uno de los temas principales e inspira gran parte de la trama. A menudo son representativos de la cultura del cannabis.
El nombre proviene del inglés coloquial stoner (/ˈstəʊnə/) para referirse a una persona que fuma, dicho «porrero/a» o «fumeta» en España, «fumón/a» en Argentina, «atascado/a» en México, etc.

## Stonercomo género fílmico
La serie de películas de 1978-1985 protagonizada por Cheech y Chong son arquetípicas películas stoner. La película histórica Reefer Madness (1936) también se ha hecho popular como una película stoner porque algunos televidentes modernos consideran que su mensaje antidrogas es tan exagerado que la película es una «autoparodia». Otros ejemplos incluyen Assassin of Youth (1937), Marihuana (1936) y She Shoulda Said No! también conocido como The Devil's Weed (1949). Jugando en tal parodia, una nueva versión de comedia musical ambientada en 1936 (como era la película original), Reefer Madness, fue lanzada en 2005.
La revista High Times patrocina regularmente los Stony Awards («premios porreros») para celebrar películas y series de televisión stoner. Muchas de estas películas no se ajustan a la categoría de película stoner como un subgénero, pero contienen escenas de consumo de cannabis suficientes para que el periódico lo considere notable.

## Elementos comunes
Muchas películas stoner tienen ciertos elementos y temas en común. Por lo general, el argumento involucra a un protagonista o protagonistas (a menudo dos amigos, siendo una variante del género buddy) que tienen o intentan encontrar marihuana y tienen alguna tarea que completar. A menudo, las películas stoner implican evadir figuras de autoridad, a veces agentes de la ley, que son retratados como cómicamente ineptos, pero también padres, compañeros de trabajo, amigos y guardias de seguridad, que desaprueban el uso de marihuana de los protagonistas, generalmente por una falta mayor de aceptación de su estilo de vida de ocio e inocencia. Los momentos más serios tienen la intención irónica, a menudo de parodiar a sus contrapartes exageradas en el cine convencional. Los arcos narrativos a menudo se acercan o decaen en una comedia bufonesca.

## Películasstoner
He aquí un listado de películas de género propiamente stoner:
- Reefer Madness (1936)
- Easy Rider (1969)
- Beyond the Valley of the Dolls (1970)
- El gato Fritz (1972)
- The Nine Lives of Fritz the Cat (1974)
- Cheech & Chong's Up in Smoke (1978)
- Rockers (1978)
- Cheech & Chong's Next Movie (1980)
- Cheech & Chong's Nice Dreams (1981)
- Things Are Tough All Over (1982)
- Fast Times at Ridgemont High (1982)
- Still Smokin' (1983)
- Les Frères Pétard (1986)
- Class of Nuke 'Em High (1986)
- Bill & Ted's Excellent Adventure (1989), (time traveling film)
- Far Out Man (1990)
- London Kills Me (1991)
- Dazed and Confused (1993)
- The Stöned Age (1994)
- PCU (1994)
- Friday (1995)
- Bio-Dome (1996)
- Don't Be a Menace to South Central While Drinking Your Juice in the Hood (1996)
- Bongwater (1997)
- Half Baked (1998)
- Around the Fire  (1998)
- Harvest (1998)
- Social Intercourse (1998)
- Homegrown (1998)
- Fear and Loathing in Las Vegas (1998)
- Dead Man on Campus (1998)
- Detroit Rock City (1999)
- Blowin' Smoke (1999)
- Human Traffic (1999)
- Outside Providence (1999)
- Dude, Where's My Car? (2000)
- Next Friday (2000)
- Saving Grace (2000)
- How High (2001)
- Wet Hot American Summer (2001)
- Lammbock (2001)
- Jay and Silent Bob Strike Back (2001)
- The Wash (2001)
- Scary Movie 2 (2001)
- Super Troopers (2001)
- Ali G anda suelto (2002)
- Friday After Next (2002)
- Slackers (2002)
- My Dinner with Jimi (2003)
- High Times' Potluck  (2002)
- Rolling Kansas (2003)
- Harold & Kumar Go to White Castle (2004)
- Soul Plane (2004)
- Without A Paddle (2004)
- Reefer Madness (2005 musical comedy remake)
- Clerks II (2006)
- The Evil Bong series (2006–2018)
- Grandma's Boy (2006)
- Trailer Park Boys: The Movie (2006)
- Smiley Face (2007)
- Kush (2007)
- Walk Hard: The Dewey Cox Story (2007)
- Weirdsville (2007)
- Remember the Daze  (2007)
- The Beautiful Ordinary (2007)
- Knocked Up (2007)
- Harold & Kumar Escape from Guantanamo Bay (2008)
- Pineapple Express (2008)
- Strange Wilderness (2008)
- The Wackness (2008)
- Humboldt Country (2008)
- Stone Bros. (2009)
- The Cops Did It (2009)
- Stan Helsing (2009)
- Extract (2009)
- High Society: A Pot Boiler (2009)
- Van Wilder: Freshman Year (2009)
- Trailer Park Boys: Countdown to Liquor Day (2009)
- Due Date (2010)
- High School (2010)
- Eat Me! (2009)
- Leaves of Grass (2010)
- Anuvahood (2011)
- A Very Harold & Kumar Christmas (2011)
- Stonerville (2011)
- Paul (2011)
- Our Idiot Brother (2011)
- High Road (2011)
- Jeff, Who Lives at Home  (2011)
- Ted (2012)
- Liberal Arts (2012)
- The Newest Pledge  (2012)
- Mac & Devin Go to High School (2012)
- Easy Rider: The Ride Back (2012)
- Kili Poyi (2013)
- Hansel & Gretel Get Baked (2013)
- Idukki Gold (2013)
- Honey Bee (2013)
- Cheech & Chong's Animated Movie (2013)
- This Is the End (2013)
- Go Goa Gone (2013)
- Gingerdead Man vs. Evil Bong (2013)
- The Coed and the Zombie Stoner  (2014)
- Awkward Thanksgiving  (2014)
- Trailer Park Boys: Don't Legalize It (2014)
- Kid Cannabis (2014[5])
- Ted 2 (2015)
- American Ultra (2015)
- The Night Before  (2015)
- Midnight Delight  (2016)
- Jil Jung Juk (2016)
- La fiesta de las salchichas (2016)
- Asockalypse!  (2016)
- Grow House (2017)
- Ripped (2017)
- Super Troopers 2 (2018)
- How High 2 (2019)
- The Beach Bum (2019)
- Last Friday (2020)

## Películasstonerhíbridas
He aquí un listado de películas de género híbrido (crossover) stoner:
- The Harder They Come (1972), stoner–crimen
- El Gran Lebowski (1998), stoner–comedia de crimen
- Deuce Bigalow: European Gigolo (2005), stoner–comedia sexual
- Puff, Puff, Pass (2006), stoner–crimen
- The Tripper (2006), stoner–terror slasher
- Sex Pot (2009), stoner–comedia sexual
- Mr. Nice (2010), stoner–crimen[6]
- Vuestra Alteza (2011), stoner–comedia sexual
- Bong of the Dead (2011), stoner–terror
- El postre de la alegría (Paulette) (2012), stoner–crimen
- Savages (2012), stoner–crimen
- We're The Miller  (2013), stoner–crimen
- Inherent Vice (2014), stoner–crimen
- Halloweed (2016), stoner–terror

## Televisiónstoner
- That '70s Show (1998–2006)
- Trailer Park Boys (2001–2007, 2014–)
- Weeds (2005–2012)
- Workaholics (2011–2017)
- High Maintenance (2012–)
- Broad City (2014–2019)
- Traveling the Stars: Action Bronson and Friends Watch Ancient Alien (2016–)
- Disjointed (2017–2018)

## Documentalesstoner
- Grass: History of Marijuana (1999)